# Aeroportul Sukhothai
Aeroportul Sukhothai (în thailandeză ท่าอากาศยานสุโขทัย) (IATA: THS, ICAO: VTPO) este un aeroport din Tha Thong⁠(d), Districtul Sawankhalok, Provincia Sukhothai, Thailanda ce deservește zona Provincia Sukhothai. Aeroportul a fost tranzitat în 2017 de 76.680 de pasageri. A fost deschis în 12 aprilie 1996.
Situat la o altitudine de 55 m, aeroportul dispune de o singură pistă. Este operat de Bangkok Airways⁠(d).